# Elecciones generales de India de 1998
En la India se celebraron elecciones generales en 1998 para constituir la 12.ª Lok Sabha, después de que el gobierno encabezado por I. K. Gujral colapsara cuando el Congreso Nacional Indio (INC) retiró su apoyo en noviembre de 1997. El resultado de las nuevas elecciones fue una vez más indeciso, sin ningún partido o alianza capaz de reunir una mayoría. La participación en las elecciones fue del 61,97%.
Atal Bihari Vajpayee, del Partido Bharatiya Janata, juró como Primer Ministro y obtuvo el apoyo de 286 miembros de 545 hasta que el gobierno colapsó el 17 de abril de 1999, cuando la All India Anna Dravida Munnetra Kazhagam retiró su apoyo. Esto condujo a nuevas elecciones generales en 1999. También marcó la primera vez desde la independencia que el partido gobernante de India, el INC, no logró la mayoría en dos elecciones consecutivas.

## Resultados
| Partido                                   | Siglas     | Allianza          | %      | Escaños |
| ----------------------------------------- | ---------- | ----------------- | ------ | ------- |
| Bharatiya Janata Party                    | BJP        | NDA               | 25.59% | 182     |
| Congreso Nacional Indio                   | INC        | Congreso          | 25.82% | 141     |
| Partido Comunista de la India (Marxista)  | CPI(M)     | Frente Unido (UF) | 5.4%   | 32      |
| Samajwadi Party                           | SP         |                   | 4.93%  | 20      |
| All India Anna Dravida Munnetra Kazhagam  | AIADMK     | NDA               | 1.83%  | 18      |
| Rashtriya Janata Dal                      | RJD        | Jan Morcha        | 2.78%  | 17      |
| Telugu Desam Party                        | TDP        |                   | 2.77%  | 12      |
| Samata Party                              | SAP        | NDA               | 1.76%  | 12      |
| Partido Comunista de la India             | CPI        | UF                | 1.75%  | 9       |
| Biju Janata Dal                           | BJD        | NDA               | 1%     | 9       |
| Shiromani Akali Dal                       | SAD        | NDA               | 0.81%  | 8       |
| West Bengal Trinamool Congress            | WBTC       | NDA               | 2.42%  | 7       |
| Janata Dal                                | JD         | UF                | 3.24%  | 6       |
| Independientes                            | -          |                   | 2.37%  | 6       |
| Shiv Sena                                 | SS         | NDA               | 1.77%  | 6       |
| Dravida Munnetra Kazhagam                 | DMK        | UF                | 1.44%  | 6       |
| Bahujan Samaj Party                       | BSP        | Jan Morcha        | 4.67%  | 5       |
| Partido Revolucionario Socialista         | RSP        | UF                | 0.55%  | 5       |
| Haryana Lok Dal (Rashtriya)               | HLD(R)     |                   | 0.53%  | 4       |
| Pattali Makkal Katchi                     | PMK        | NDA               | 0.42%  | 4       |
| Republican Party of India                 | RPI        |                   | 0.37%  | 4       |
| Tamil Maanila Congress                    | TMC(M)     | UF                | 1.4%   | 3       |
| Lok Shakti                                | NDA        | 0.69%             | 3      |         |
| Marumalarchi Dravida Munnetra Kazhhagam   | MDMK       | NDA               | 0.44%  | 3       |
| Conferencia Nacional de Jammu y Cachemira | NC         |                   | 0.21%  | 3       |
| Bloque de Avance de la India              | AIFB       | UF                | 0.33%  | 2       |
| Liga Musulmana de la Unión India          | IUML       | Congreso          | 0.22%  | 2       |
| Congreso Arunachal                        | AC         |                   | 0.05%  | 2       |
| Angloindios\|Nominados                    | -          |                   | -%     | 2       |
| All India Rashtriya Janata Party          | AIRJP      | Jan Morcha        | 0.56%  | 1       |
| Samajwadi Janata Party (Rashtriya)        | SJP(R)     | Jan Morcha        | 0.32%  | 1       |
| Haryana Vikas Party                       | HVP        | NDA               | 0.24%  | 1       |
| All India Majlis-e-Ittehadul Muslimen     | AIMIM      |                   | 0.13%  | 1       |
| All India Indira Congress (Secular)       | AIIC(S)    | UF                | 0.12%  | 1       |
| Janata Party                              | JP         | NDA               | 0.12%  | 1       |
| Kerala Congress (Mani)                    | KC         | Congreso          | 0.1%   | 1       |
| Frente Unido de las Minorías, Assam       | UMFA       |                   | 0.1%   | 1       |
| Campesinos y Trabajadores de India        | PWPI       |                   | 0.07%  | 1       |
| Comité de Demanda Autónoma Estatal        | ASDC       |                   | 0.05%  | 1       |
| Partido del Congreso Estatal de Manipur   | MSCP       |                   | 0.05%  | 1       |
| Frente Democrático de Sikkim              | SDF        |                   | 0.03%  | 1       |
| Jharkhand Mukti Morcha                    | JMM        | Jan Morcha        | 0.36%  | 0       |
| Asom Gana Parishad                        | AGP        | UF                | 0.29%  | 0       |
| Hill Peoples' Democratic Party            | HPDP       |                   | 0.2%   | 0       |
| NTR Telugu Desam Party (Lakshmi Parvathi) | NTRTDP(LP) | NDA               | 0.1%   | 0       |
| Kerala Congress                           | KC         | UF                | 0.09%  | 0       |
| Partido Democrático Unido (Meghalaya)     | UDP        |                   | 0.06%  | 0       |
| Partido Democrático de Goanos Unidos      | UGDP       |                   | 0.04%  | 0       |
| Partido Popular de Manipur                | MPP        |                   | 0.03%  | 0       |
| Maharashtrawadi Gomantak Party            | MGP        |                   | 0.02%  | 0       |
| Frente Nacional Mizo                      | MNF        | NDA               | 0.02%  | 0       |
| Total                                     |            |                   | 100%   | 545     |